# EHF Champions League 2012-2013 (pallamano maschile)
La EHF Champions League 2012-2013, nota per ragioni di sponsorizzazione come Velux Champions League, è stata la 53ª edizione del massimo torneo continentale di pallamano riservato alle squadre di club. È stata organizzata dall'European Handball Federation, la federazione europea di pallamano. La competizione è iniziata l'8 settembre 2012 e si è conclusa il 2 giugno 2013.
La competizione è stata vinta dalla squadra tedesca dell'HSV Amburgo.

## Formula
- Turno di qualificazione: verrà disputato da diciotto squadre raggruppate in quattro gironi di quattro club più un girone da due club; le prime classificate di ogni gruppo si qualificheranno alla fase successiva mentre le altre squadre saranno retrocesse in EHF Cup.
- Fase a gironi: Verranno disputati quattro gruppi da sei squadre con gare di andata e ritorno. Le prime quattro di ogni girone si qualificheranno alla fase ad eliminazione diretta.
- Ottavi di finale: le sedici squadre qualificate dalla fase precedente disputeranno gli ottavi di finale con la formula della eliminazione diretta con partite di andata e ritorno.
- Quarti di finale: le otto squadre qualificate dal turno precedente disputeranno i quarti di finale con la formula della eliminazione diretta con partite di andata e ritorno.
- Final Four: per la quarta volta verranno disputate le Final Four del torneo; le semifinali e le finali saranno giocate il 1º e il 2 giugno nella Lanxess Arena di Colonia.

## Squadre qualificate

### Ranking EHF di ammissione
A questa edizione prendono parte 37 squadre di 27 delle 52 federazioni affiliate alla EHF secondo la seguente tabella:
| Posizione della federazione in base al Ranking EHF 2012-2013 | Numero di squadre partecipanti |
| ------------------------------------------------------------ | ------------------------------ |
| 1º e 2º posto                                                | 3                              |
| Dal 3º al 6º posto                                           | 2                              |
| Dal 7º al 27º posto                                          | 1                              |

### Partecipanti
Di seguito viene riportata la tabella con le squadre partecipanti alla manifestazione.
| Nazione               | Club                     | Titolo                                                     |
| --------------------- | ------------------------ | ---------------------------------------------------------- |
| Germania (bandiera)   | THW Kiel                 | 1° in Germania nel 2011-2012 e Campione d'Europa 2011-2012 |
| Germania (bandiera)   | SG Flensburg-Handewitt   | 2° in Germania nel 2011-2012                               |
| Germania (bandiera)   | Füchse Berlino           | 3° in Germania nel 2011-2012                               |
| Spagna (bandiera)     | FC Barcellona            | 1° in Spagna nel 2011-2012                                 |
| Spagna (bandiera)     | BM Atletico Madrid       | 2° in Spagna nel 2011-2012                                 |
| Spagna (bandiera)     | CB Ademar León           | 3° in Spagna nel 2011-2012                                 |
| Francia (bandiera)    | Montpellier Handball     | 1° in Francia nel 2011-2012                                |
| Francia (bandiera)    | Chambéry Savoie Handball | 2° in Francia nel 2011-2012                                |
| Russia (bandiera)     | Čechovskie Medvevi       | 1° in Russia nel 2011-2012                                 |
| Russia (bandiera)     | San Pietroburgo HC       | 2° in Russia nel 2011-2012                                 |
| Ungheria (bandiera)   | KC Veszprém              | 1° in Ungheria nel 2011-2012                               |
| Ungheria (bandiera)   | SC Pick Szeged           | 2° in Ungheria nel 2011-2012                               |
| Slovenia (bandiera)   | RK Gorenje Velenje       | 1° in Slovenia nel 2011-2012                               |
| Slovenia (bandiera)   | RK Celje                 | 2° in Slovenia nel 2011-2012                               |
| Danimarca (bandiera)  | Bjerringbro-Silkeborg    | 2° in Danimarca nel 2011-2012                              |
| Svizzera (bandiera)   | Kadetten Schaffhausen    | 1° in Svizzera nel 2011-2012                               |
| Romania (bandiera)    | HCM Constanza            | 1° in Romania nel 2011-2012                                |
| Croazia (bandiera)    | RK Zagabria              | 1° in Croazia nel 2011-2012                                |
| Portogallo (bandiera) | FC Porto                 | 1° in Portogallo nel 2011-2012                             |

| Nazione                         | Club                   | Titolo (N°)                              |
| ------------------------------- | ---------------------- | ---------------------------------------- |
| Macedonia del Nord (bandiera)   | RK Metalurg Skopje     | 1° in Macedonia nel 2011-2012            |
| Svezia (bandiera)               | IK Sävehof             | 1° in Svezia nel 2011-2012               |
| Bosnia ed Erzegovina (bandiera) | Sloga Doboj            | 1° in Bosnia-Erzegovina nel 2011-2012    |
| Serbia (bandiera)               | RK Partizan Belgrado   | 1° in Serbia nel 2011-2012               |
| Polonia (bandiera)              | KS Kielce              | 1° in Polonia nel 2011-2012              |
| Norvegia (bandiera)             | Haslum HK              | 1° in Norvegia nel 2011-2012             |
| Austria (bandiera)              | Alpla HC Hard          | 1° in Austria nel 2011-2012              |
| Ucraina (bandiera)              | HK Dynamo Poltawa      | 1° in Ucraina nel 2011-2012              |
| Turchia (bandiera)              | Beşiktaş Istanbul      | 1° in Turchia nel 2011-2012              |
| Slovacchia (bandiera)           | HT Tatran Prešov       | 1° in Slovacchia nel 2011-2012           |
| Montenegro (bandiera)           | RK Lovćen Cetinje      | 1° in Montenegro nel 2011-2012           |
| Bielorussia (bandiera)          | GK Dinamo Minsk        | 1° in Bielorussia nel 2011-2012          |
| Israele (bandiera)              | Maccabi Rishon Le Zion | 1° in Israele nel 2011-2012              |
| Italia (bandiera)               | SSV Bozen              | 1° in Italia nel 2011-2012               |
| Germania (bandiera)             | HSV Amburgo            | 4° in Germania nel 2011-2012 - Wild Card |
| Francia (bandiera)              | Saint-Raphael Handball | 3° in Francia nel 2011-2012 - Wild Card  |
| Slovenia (bandiera)             | RK Koper               | 3° in Slovenia nel 2011-2012 - Wild Card |
| Polonia (bandiera)              | Wisła Płock            | 2° in Polonia nel 2011-2012 - Wild Card  |

## Turno di qualificazione
Elenco delle squadre qualificate alla fase a gironi della competizione.
| Girone   | Nazione                 | Club                 |
| -------- | ----------------------- | -------------------- |
| Girone 1 | Serbia                  | RK Partizan Belgrado |
| Girone 2 | Repubblica di Macedonia | RK Metalurg Skopje   |
| Girone 3 | Romania                 | HCM Costanza         |
| Girone 4 | Bielorussia             | GK Dinamo Minsk      |
| Girone W | Germania                | HSV Amburgo          |

## Fase a gironi

### Girone A
|  | Pos. | Squadra                | Pt | G  | V | N | S | GF  | GS  | D   | Note                              |
|  | ---- | ---------------------- | -- | -- | - | - | - | --- | --- | --- | --------------------------------- |
|  | 1.   | HSV Amburgo            | 16 | 10 | 7 | 2 | 1 | 313 | 272 | +41 | Qualificato agli ottavi di finale |
|  | 2.   | SG Flensburg-Handewitt | 15 | 10 | 6 | 3 | 1 | 310 | 279 | +31 | Qualificato agli ottavi di finale |
|  | 3.   | Čechovskie Medvevi     | 14 | 10 | 5 | 4 | 1 | 310 | 282 | +28 | Qualificato agli ottavi di finale |
|  | 4.   | CB Ademar León         | 7  | 10 | 3 | 1 | 5 | 265 | 292 | -27 | Qualificato agli ottavi di finale |
|  | 5.   | Montpellier Handball   | 6  | 10 | 2 | 2 | 6 | 301 | 311 | -10 |                                   |
|  | 6.   | RK Partizan Belgrado   | 2  | 10 | 1 | 0 | 9 | 268 | 331 | -63 |                                   |

### Girone B
|  | Pos. | Squadra            | Pt | G  | V | N | S | GF  | GS  | D   | Note                              |
|  | ---- | ------------------ | -- | -- | - | - | - | --- | --- | --- | --------------------------------- |
|  | 1.   | KC Veszprém        | 18 | 10 | 9 | 0 | 1 | 295 | 242 | +53 | Qualificato agli ottavi di finale |
|  | 2.   | THW Kiel           | 16 | 10 | 8 | 0 | 2 | 329 | 265 | +64 | Qualificato agli ottavi di finale |
|  | 3.   | BM Atletico Madrid | 10 | 10 | 5 | 0 | 5 | 268 | 269 | -1  | Qualificato agli ottavi di finale |
|  | 4.   | RK Celje           | 8  | 10 | 4 | 0 | 6 | 245 | 258 | -13 | Qualificato agli ottavi di finale |
|  | 5.   | HCM Costanza       | 4  | 10 | 2 | 0 | 8 | 234 | 283 | -49 |                                   |
|  | 6.   | IK Sävehof         | 4  | 10 | 2 | 0 | 8 | 276 | 330 | -54 |                                   |

### Girone C
|  | Pos. | Squadra                  | Pt | G  | V  | N | S | GF  | GS  | D   | Note                              |
|  | ---- | ------------------------ | -- | -- | -- | - | - | --- | --- | --- | --------------------------------- |
|  | 1.   | KS Kielce                | 20 | 10 | 10 | 0 | 0 | 305 | 249 | +56 | Qualificato agli ottavi di finale |
|  | 2.   | RK Metalurg Skopje       | 14 | 10 | 7  | 0 | 3 | 271 | 215 | +56 | Qualificato agli ottavi di finale |
|  | 3.   | RK Gorenje Velenje       | 12 | 10 | 6  | 0 | 4 | 281 | 250 | +31 | Qualificato agli ottavi di finale |
|  | 4.   | Bjerringbro-Silkeborg    | 8  | 10 | 4  | 0 | 6 | 259 | 281 | -22 | Qualificato agli ottavi di finale |
|  | 5.   | Chambéry Savoie Handball | 4  | 10 | 2  | 0 | 8 | 266 | 294 | -28 |                                   |
|  | 6.   | San Pietroburgo HC       | 2  | 10 | 1  | 0 | 9 | 225 | 318 | -93 |                                   |

### Girone D
|  | Pos. | Squadra               | Pt | G  | V | N | S | GF  | GS  | D   | Note                              |
|  | ---- | --------------------- | -- | -- | - | - | - | --- | --- | --- | --------------------------------- |
|  | 1.   | FC Barcelona          | 18 | 10 | 9 | 0 | 1 | 321 | 252 | +69 | Qualificato agli ottavi di finale |
|  | 2.   | Füchse Berlino        | 16 | 10 | 8 | 0 | 2 | 290 | 279 | +11 | Qualificato agli ottavi di finale |
|  | 3.   | GK Dinamo Minsk       | 11 | 10 | 5 | 1 | 4 | 276 | 259 | +17 | Qualificato agli ottavi di finale |
|  | 4.   | SC Pick Szeged        | 6  | 10 | 3 | 0 | 7 | 260 | 293 | -33 | Qualificato agli ottavi di finale |
|  | 5.   | RK Zagabria           | 5  | 10 | 2 | 1 | 7 | 266 | 284 | -18 |                                   |
|  | 6.   | Kadetten Schaffhausen | 4  | 10 | 2 | 0 | 8 | 284 | 330 | -46 |                                   |

## Ottavi di finale
| Squadra 1             | Squadra 2              | Andata                               | Ritorno                               | Totale  |
| --------------------- | ---------------------- | ------------------------------------ | ------------------------------------- | ------- |
| Bjerringbro-Silkeborg | FC Barcelona           | Silkeborg, 17 marzo 2013 - ore 17:00 | Barcellona, 24 marzo 2013 - ore 17:15 | 50 - 58 |
| Bjerringbro-Silkeborg | FC Barcelona           | 26 - 32                              | 24 - 26                               | 50 - 58 |
| Bjerringbro-Silkeborg | FC Barcelona           | spett. -                             | spett. -                              | 50 - 58 |
| CB Ademar León        | KC Veszprém            | León, 17 marzo 2013 - ore 17:00      | Veszprém, 23 marzo 2013 - ore 16:00   | 45 - 56 |
| CB Ademar León        | KC Veszprém            | 20 - 23                              | 25 - 33                               | 45 - 56 |
| CB Ademar León        | KC Veszprém            | spett. -                             | spett. -                              | 45 - 56 |
| SC Pick Szeged        | KS Kielce              | Seghedino, 17 marzo 2013 - ore 15:00 | Kielce, 24 marzo 2013 - ore 17:00     | 53 - 57 |
| SC Pick Szeged        | KS Kielce              | 26 - 25                              | 27 - 32                               | 53 - 57 |
| SC Pick Szeged        | KS Kielce              | spett. -                             | spett. -                              | 53 - 57 |
| RK Celje              | HSV Amburgo            | Celje, 16 marzo 2013 - ore 16:15     | Amburgo, 21 marzo 2013 - ore 19:30    | 60 - 66 |
| RK Celje              | HSV Amburgo            | 29 - 38                              | 31 - 28                               | 60 - 66 |
| RK Celje              | HSV Amburgo            | spett. -                             | spett. -                              | 60 - 66 |
| Čechovskie Medvevi    | THW Kiel               | Čechov, 14 marzo 2013 - ore 19:30    | Kiel, 24 marzo 2013 - ore 19:30       | 63 - 65 |
| Čechovskie Medvevi    | THW Kiel               | 37 - 35                              | 26 - 30                               | 63 - 65 |
| Čechovskie Medvevi    | THW Kiel               | spett. -                             | spett. -                              | 63 - 65 |
| GK Dinamo Minsk       | RK Metalurg Skopje     | Minsk, 14 marzo 2013 - ore 19:00     | Skopje, 23 marzo 2013 - ore 18:00     | 45 - 50 |
| GK Dinamo Minsk       | RK Metalurg Skopje     | 23 - 26                              | 22 - 24                               | 45 - 50 |
| GK Dinamo Minsk       | RK Metalurg Skopje     | spett. -                             | spett. -                              | 45 - 50 |
| BM Atletico Madrid    | Füchse Berlino         | Madrid, 17 marzo 2013 - ore 18:00    | Berlino, 24 marzo 2013 - ore 18:00    | 56 - 55 |
| BM Atletico Madrid    | Füchse Berlino         | 29 - 29                              | 27 - 26                               | 56 - 55 |
| BM Atletico Madrid    | Füchse Berlino         | spett. -                             | spett. -                              | 56 - 55 |
| RK Gorenje Velenje    | SG Flensburg-Handewitt | Velenje, 17 marzo 2013 - ore 19:30   | Flensburgo, 23 marzo 2013 - ore 17:15 | 50 - 55 |
| RK Gorenje Velenje    | SG Flensburg-Handewitt | 25 - 28                              | 25 - 27                               | 50 - 55 |
| RK Gorenje Velenje    | SG Flensburg-Handewitt | spett. -                             | spett. -                              | 50 - 55 |

## Quarti di finale
| Squadra 1              | Squadra 2     | Andata                                                            | Ritorno                                                       | Totale  |
| ---------------------- | ------------- | ----------------------------------------------------------------- | ------------------------------------------------------------- | ------- |
| BM Atletico Madrid     | FC Barcellona | Madrid - Palacio de Vistalegre 20 aprile 2013 - ore 19:00         | Barcellona - Palau Blaugrana 27 aprile 2013 - ore 19:00       | 49 - 52 |
| BM Atletico Madrid     | FC Barcellona | 25 - 20 (11-10)                                                   | 24 - 32 (9-15)                                                | 49 - 52 |
| BM Atletico Madrid     | FC Barcellona | 11.267 Spett. - Report                                            | 6.521 Spett. - Report                                         | 49 - 52 |
| RK Metalurg Skopje     | KS Kielce     | Skopje - Boris Trajkovski Sports Arena 21 aprile 2013 - ore 17:00 | Kielce - Hala M.O.S.I.R - Legionow 28 aprile 2013 - ore 17:00 | 40 - 53 |
| RK Metalurg Skopje     | KS Kielce     | 25 - 27 (13-13)                                                   | 15 - 26 (8-12)                                                | 40 - 53 |
| RK Metalurg Skopje     | KS Kielce     | 7.000 Spett. - Report                                             | 4.200 Spett. - Report                                         | 40 - 53 |
| THW Kiel               | KC Veszprém   | Kiel - Sparkassen Arena 21 aprile 2013 - ore 17:15                | Veszprém - Veszprém Aréna 27 aprile 2013 - ore 16:00          | 61 - 59 |
| THW Kiel               | KC Veszprém   | 32 - 31 (15-16)                                                   | 29 - 28 (12-14)                                               | 61 - 59 |
| THW Kiel               | KC Veszprém   | 10.000 Spett. - Report                                            | 5.000 Spett. - Report                                         | 61 - 59 |
| SG Flensburg-Handewitt | HSV Amburgo   | Flensburgo - Flens Arena 21 aprile 2013 - ore 18:45               | Amburgo - O2 World 28 aprile 2013 - ore 18:30                 | 51 - 55 |
| SG Flensburg-Handewitt | HSV Amburgo   | 26 - 32 (14-15)                                                   | 25 - 23 (13-10)                                               | 51 - 55 |
| SG Flensburg-Handewitt | HSV Amburgo   | 3.990 Spett. - Report                                             | 7.402 Spett. - Report                                         | 51 - 55 |

## Final Four
Le Final Four della manifestazione di disputarono a Colonia nella Lanxess Arena l'1 e 2 giugno 2013.

### Semifinali
| Squadra 1                                                  | Squadra 2                                                             | Risultato                                          |
| ---------------------------------------------------------- | --------------------------------------------------------------------- | -------------------------------------------------- |
| KS Kielce Manuel Štrlek - 4 reti Rastko Stojkovic - 3 reti | FC Barcellona Siarhei Rutenka - 8 reti Juan Garcia Lorenzana - 5 reti | Colonia - Lanxess Arena 1º giugno 2013 - ore 15:15 |
| KS Kielce Manuel Štrlek - 4 reti Rastko Stojkovic - 3 reti | FC Barcellona Siarhei Rutenka - 8 reti Juan Garcia Lorenzana - 5 reti | 23 - 28 (19-12)                                    |
| KS Kielce Manuel Štrlek - 4 reti Rastko Stojkovic - 3 reti | FC Barcellona Siarhei Rutenka - 8 reti Juan Garcia Lorenzana - 5 reti | 20.000 Spett. - Report                             |
| HSV Amburgo Domagoj Duvnjak - 11 reti Pascal Hens - 8 reti | THW Kiel Marko Vujin - 10 reti Filip Jícha - 6 reti                   | Colonia - Lanxess Arena 1º giugno 2013 - ore 18:00 |
| HSV Amburgo Domagoj Duvnjak - 11 reti Pascal Hens - 8 reti | THW Kiel Marko Vujin - 10 reti Filip Jícha - 6 reti                   | 39 - 33 (16-19)                                    |
| HSV Amburgo Domagoj Duvnjak - 11 reti Pascal Hens - 8 reti | THW Kiel Marko Vujin - 10 reti Filip Jícha - 6 reti                   | 20.000 Spett. - Report                             |

### Finale 3º-4º posto
| Squadra 1                                               | Squadra 2                                         | Risultato                                         |
| ------------------------------------------------------- | ------------------------------------------------- | ------------------------------------------------- |
| KS Kielce Rastko Stojkovic - 8 reti Ivan Čupić - 7 reti | THW Kiel Momir Ilić - 6 reti Filip Jícha - 6 reti | Colonia - Lanxess Arena 2 giugno 2013 - ore 15:15 |
| KS Kielce Rastko Stojkovic - 8 reti Ivan Čupić - 7 reti | THW Kiel Momir Ilić - 6 reti Filip Jícha - 6 reti | 31 - 30 (19-12)                                   |
| KS Kielce Rastko Stojkovic - 8 reti Ivan Čupić - 7 reti | THW Kiel Momir Ilić - 6 reti Filip Jícha - 6 reti | 19.250 Spett. - Report                            |

### Finale
| Squadra 1                                                 | Squadra 2                                                    | Risultato                                         |
| --------------------------------------------------------- | ------------------------------------------------------------ | ------------------------------------------------- |
| HSV Amburgo Michael Kraus - 6 reti Hans Lindberg - 6 reti | FC Barcellona Siarhei Rutenka - 8 reti Víctor Tomás - 7 reti | Colonia - Lanxess Arena 2 giugno 2013 - ore 18:00 |
| HSV Amburgo Michael Kraus - 6 reti Hans Lindberg - 6 reti | FC Barcellona Siarhei Rutenka - 8 reti Víctor Tomás - 7 reti | 30 - 29 (11-9)                                    |
| HSV Amburgo Michael Kraus - 6 reti Hans Lindberg - 6 reti | FC Barcellona Siarhei Rutenka - 8 reti Víctor Tomás - 7 reti | 19.250 Spett. - Report                            |